# Danuta Szaflarska
Danuta Szaflarska, właśc. Zofia Danuta Szaflarska, ps. Młynarzówna (AK) (ur. 6 lutego 1915 w Piwnicznej w przysiółku Kosarzyska, zm. 19 lutego 2017 w Warszawie) – polska aktorka filmowa i teatralna, która wystąpiła w ponad 40 rolach filmowych i ponad 80 teatralnych. Występowała w Teatrze Telewizji, słuchowiskach Teatru Polskiego Radia, serialach telewizyjnych, a także podkładała głos do filmów zagranicznych. Karierę aktorską, rozpoczętą we wrześniu 1939, zakończyła w listopadzie 2016, w wieku 101 lat. Była najdłużej pracującą i żyjącą polską aktorką. Zagrała w filmach takich jak: Zakazane piosenki (1946), Skarb (1948), Pożegnanie z Marią (1991), Diabły, diabły (1991), Pora umierać (2007).
Ukończyła w 1939 Państwowy Instytut Sztuki Teatralnej w Warszawie i w tym samym roku – już po wybuchu II wojny światowej – debiutowała na scenie w Teatrze na Pohulance w Wilnie. Dwa lata później wróciła do stolicy, gdzie grała w teatrach podziemnych, a także brała udział w powstaniu warszawskim jako łączniczka. Po wojnie występowała przez rok w Teatrze Starym, a następnie w łódzkim Teatrze Kameralnym Domu Żołnierza. W latach 40. uważana za czołową amantkę polskiego kina, w późniejszych dekadach była znana przede wszystkim z ról komediowych w sztukach teatralnych, wystawianych przez teatry warszawskie (Teatr Współczesny, Teatr Narodowy, Teatr Dramatyczny, Teatr Rozmaitości). W filmie odkryta została ponownie w latach 90. XX wieku. Zarówno krytycy, jak i widzowie, cenili jej osobowość i temperament. Była wielokrotnie odznaczana i nagradzana.

## Życiorys

### Młodość
Urodziła się 6 lutego 1915 na Sądecczyźnie, w Piwnicznej na osiedlu Kosarzyska. Jej rodzice byli nauczycielami, mieszkali w gospodarstwie przy szkole, w której uczyli. Miała starszą siostrę Irenę i młodszego brata Jerzego. Ojciec zmarł nagle na zapalenie wyrostka robaczkowego, gdy miała 9 lat. Po jego śmierci matka podjęła decyzję o przeprowadzce z Kosarzysk do kamienicy w Nowym Sączu, gdzie Danuta uczęszczała do prywatnego gimnazjum matematyczno-przyrodniczego dla dziewcząt.

Po latach tak wspominała swoje dzieciństwo: 

Uwielbiałam naśladować czyjeś gesty, sposób poruszania się (...). W Kosarzyskach robiliśmy też przedstawienia teatralne, w naszej wozowni. Przedstawiało się głównie to, co widzieliśmy w kościele. Najchętniej graliśmy msze, chrzciny, śluby.

W Nowym Sączu Danuta uczęszczała do amatorskiego zespołu teatralnego, prowadzonego przez nauczyciela i malarza portrecistę Bolesława Barbackiego. Zagrała w 1927 na scenie sądeckiego Towarzystwa Dramatycznego rolę Michasia w Horsztyńskim, dramacie Juliusza Słowackiego, a następnie wystąpiła w Tomciu Paluchu według braci Grimm.
Wybierając kierunek studiów na początku myślała o medycynie, ale ponieważ studia na tym kierunku były zbyt kosztowne, zdecydowała się na handel. Podjęła naukę w Wyższej Szkole Handlowej w Krakowie, lecz przerwała ją w środku pierwszego roku akademickiego z powodu tyfusu i powróciła do Nowego Sącza. Gdy wyzdrowiała, za namową kolegów z gimnazjum, wówczas już studentów, podjęła decyzję o egzaminach aktorskich.

### Początki kariery na scenie (1939–1945)

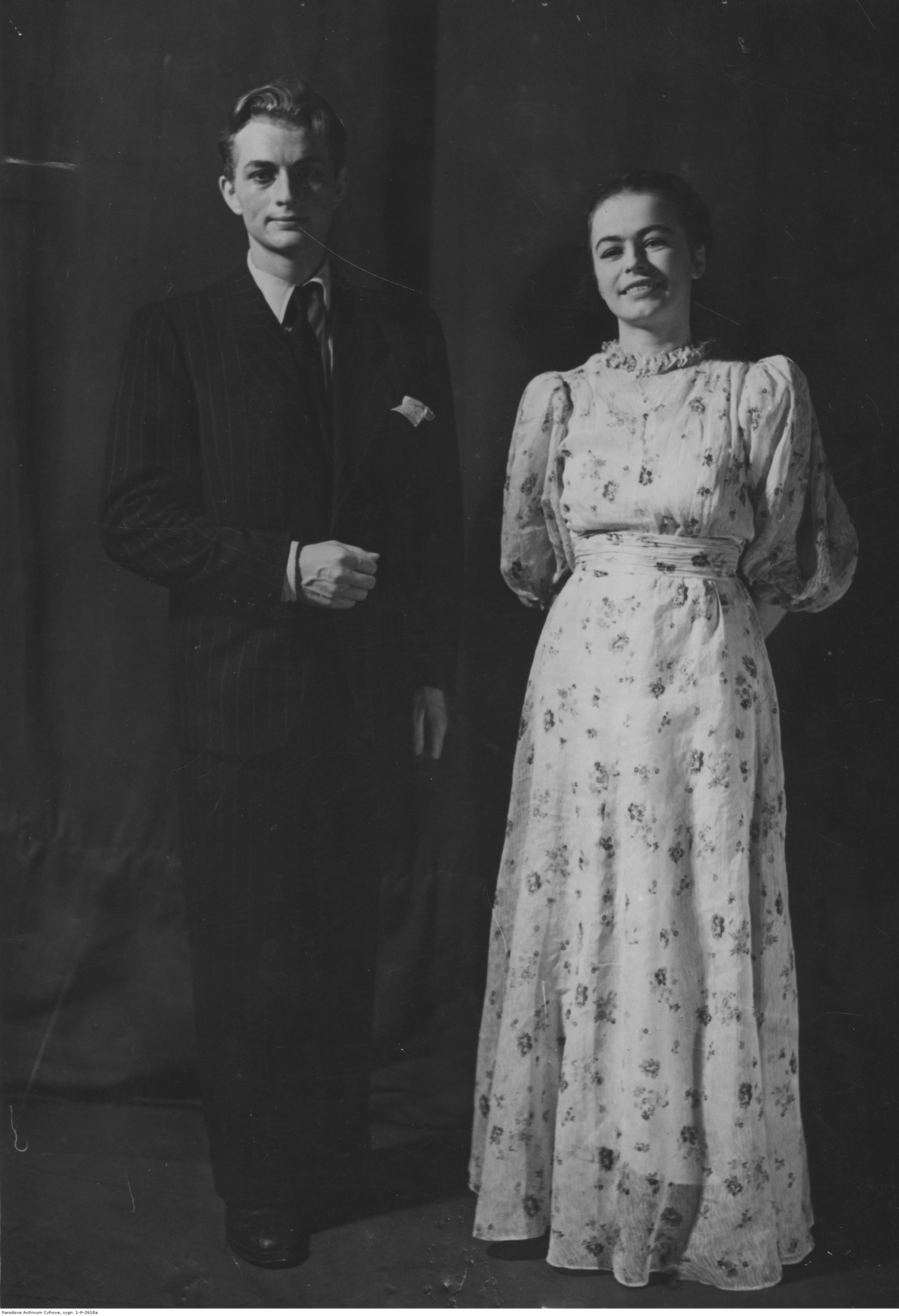
Absolwenci PIST: Czesław Kulak i Danuta Szaflarska (1939)

W połowie lat 30. przeprowadziła się do Warszawy, gdzie w 1939 ukończyła Państwowy Instytut Sztuki Teatralnej (PIST). Komisja egzaminacyjna nie chciała jej początkowo przyjąć do szkoły, gdyż nie miała wiedzy o historii teatru i odesłała na poprawkę. O przyjęciu zadecydował głos pierwszego dyrektora PIST Aleksandra Zelwerowicza.

14 września 1939 debiutowała w Teatrze na Pohulance w Wilnie jako Pernette w spektaklu Szczęśliwe dni Pugeta w reżyserii Bronisława Dąbrowskiego. W czasie kolejnego przedstawienia, 17 września, w dniu napaści ZSRR na Polskę, w wileńskim teatrze słychać było świst pocisków oraz huk radzieckiej artylerii. Przerażona publiczność opuszczała widownię, lecz aktorzy dokończyli występ, posłuszni zasadzie Zelwerowicza, który mówił: 

Nigdy nie przerywać przedstawienia!

W ciągu dwóch lat wystąpiła w Wilnie w około 20 rolach o różnym charakterze, począwszy od klasyki po komedie obyczajowe. Zagrała m.in. anioła w widowisku Pastorałka Leona Schillera (reżyseria: Stanisława Perzanowska) oraz Marynię w sztuce Michała Bałuckiego Klub kawalerów (reżyseria: Michał Melina).
Po ataku Niemiec na ZSRR w 1941 powróciła z Wilna do Warszawy. Nie chciała występować w teatrach działających za zgodą okupanta, grała natomiast w teatrach konspiracyjnych (1942–1943), wystawiających sztuki na tajnych przedstawieniach w mieszkaniach prywatnych oraz w teatrze frontowym Armii Krajowej (1943–1945). Teatr podziemny został zainicjowany przez Bohdana Korzeniewskiego, a kierowali nim Leon Schiller i Edmund Wierciński. Teatr Frontowy AK prowadził natomiast Józef Wyszomirski.
Pod pseudonimem „Młynarzówna” brała udział w powstaniu warszawskim w 1944 jako łączniczka (adiutantka) Jana Ciecierskiego ps. „Rosień”. Pierwszej nocy powstania budowała barykady w Śródmieściu, lecz następnego dnia po zajęciu przez Niemców tego terenu, musiała uciekać wraz z matką, roczną córką i mężem Janem Ekierem. Występowała pod fikcyjnym nazwiskiem „Danuta Nowak” na koncertach dla walczących powstańców i ludności cywilnej, w których brali udział także m.in. Mira Zimińska, Irena Kwiatkowska i Mieczysław Fogg. Po powstaniu opuściła zniszczone miasto, najpierw udała się do obozu przejściowego w Pruszkowie, a stamtąd do Krakowa.

### Lata 1945–1949

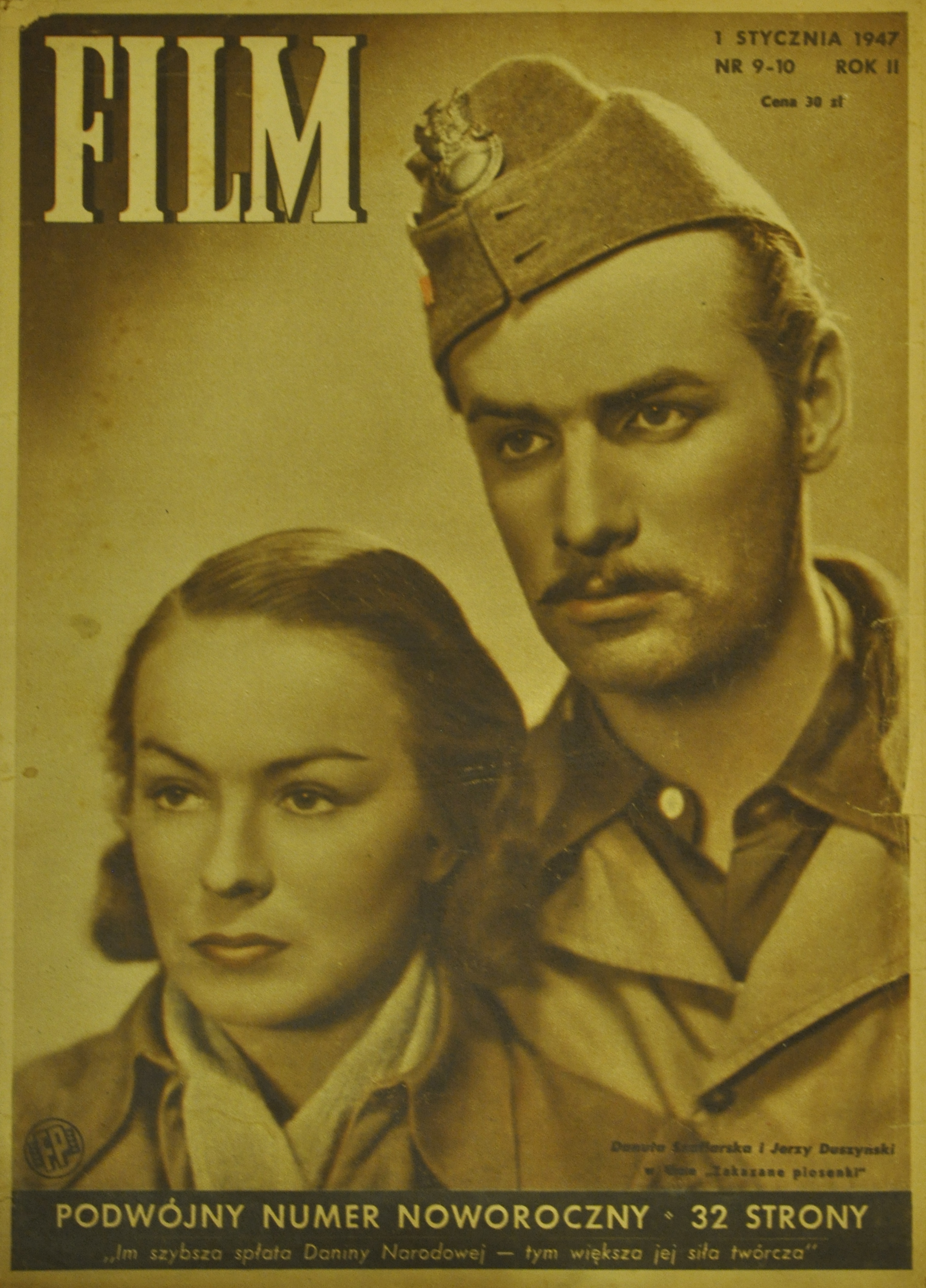
Danuta Szaflarska i Jerzy Duszyński na okładce czasopisma „Film” Nr 9-10 z 1947 roku, wydanego jeszcze przed premierą filmu muzycznego Zakazane piosenki

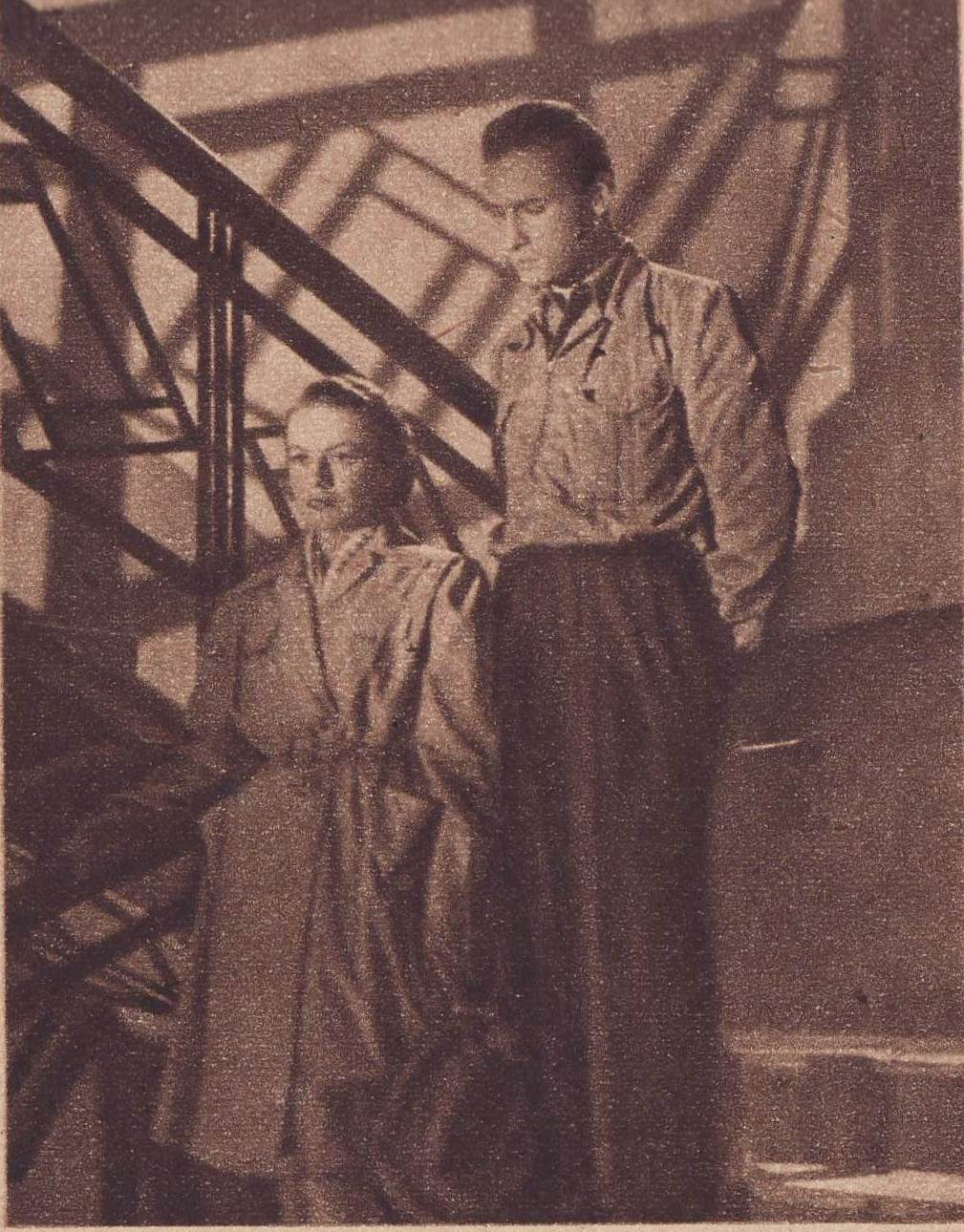
Danuta Szaflarska i Jerzy Duszyński w filmie Dwie godziny

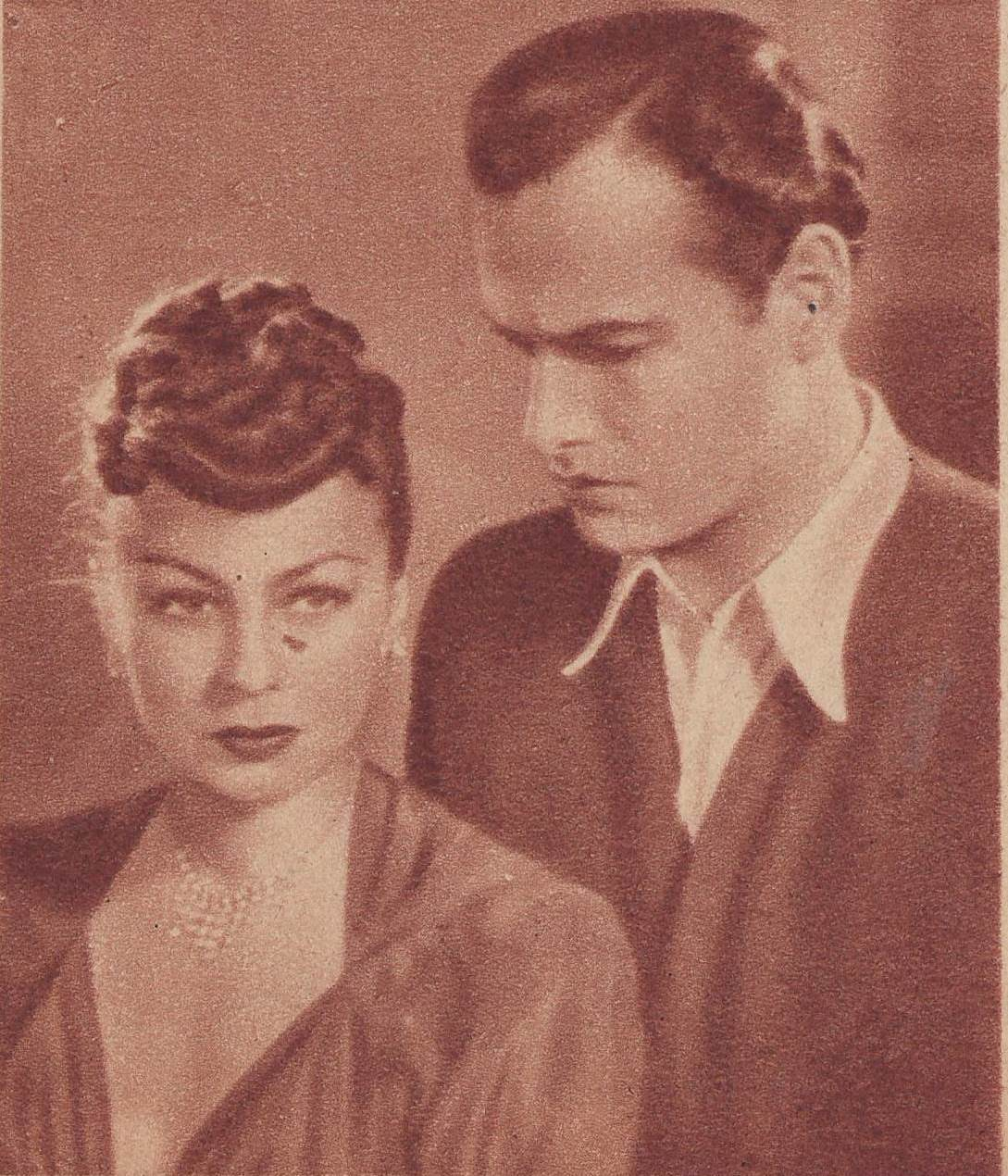
Danuta Szaflarska i Jerzy Duszyński w sztuce Spotkanie

Po powstaniu aktorka rozstała się z mężem, zamieszkała u ciotki w Krakowie razem ze swoją córką i matką. Otrzymała angaż w Teatrze Starym. Występowała tu w latach 1945–1946, interpretując m.in. Helenę w sztuce Teoria Einsteina Antoniego Cwojdzińskiego (reżyseria: Juliusz Osterwa) i Broncię Lelewską w Dniu jego powrotu Zofii Nałkowskiej (reżyseria: Jerzy Ronard Bujański).
W 1946 wyjechała do Łodzi, gdzie występowała przez ponad dwa lata w Teatrze Kameralnym Domu Żołnierza. Krytycy pozytywnie ocenili jej role: Orchideji w sztuce Homer i Orchideja Tadeusza Gajcego w reżyserii Józefa Wyszomirskiego, a także Alkmeny w Amfitrionie 38 Jeana Giraudoux w reżyserii Bohdana Korzeniewskiego.
W tym samym roku wzięła udział w realizacji pierwszego pełnometrażowego polskiego filmu powojennego Zakazane piosenki w reżyserii Leonarda Buczkowskiego, upamiętniającego antyniemiecką i partyzancką twórczość muzyczną mieszkańców Warszawy w czasie okupacji. Zagrała pierwszoplanową rolę kobiecą – Halinę Tokarską, młodą warszawiankę działającą w organizacji podziemnej. Jeszcze przed ukończeniem zdjęć do Zakazanych piosenek pojawiła się na okładce pierwszego numeru czasopisma „Film”, w tym samym numerze ukazał się też wywiad z aktorką, przeprowadzony przez Zbigniewa Piterę. Szaflarska pojawiła się także na okładce noworocznego numeru tego czasopisma w 1947, w towarzystwie Jerzego Duszyńskiego – jej filmowego brata Romana.
Budżet filmu nie był wysoki, warunki pracy trudne, a film początkowo nie miał być produkcją pełnometrażową. Aktorka występowała na planie we własnej sukience, jedynej w której chodziła po mieście, bo nie miała innej. Film, który miał premierę 8 stycznia 1947, cieszył się dużą popularnością, a kolejna jego wersja, w większym stopniu podkreślająca grozę czasów wojny, trafiła do kin w kolejnym roku, stając się ulubionym filmem polskiej widowni tamtych lat. Rola w Zakazanych piosenkach przyniosła także powodzenie samej Szaflarskiej.
W 1946 wzięła również udział w realizacji dramatu obyczajowego Dwie godziny w reżyserii Stanisława Wohla, gdzie jej partnerem był Jerzy Duszyński. Akcja dramatu toczy się w 1945, w małym mieście, gdzie ludzie czekający na pociąg, który ich zabierze do domu po wojennej poniewierce, wspominają przeszłość i snują plany na przyszłość. Film miał premierę dopiero 9 grudnia 1957.
W 1948 zagrała Krysię Różycką-Konar w komedii Skarb w reżyserii Leonarda Buczkowskiego. Film przedstawiał trudne warunki życia mieszkańców zrujnowanej stolicy. Szaflarska grała świeżo poślubioną żonę, która jednak nie miała gdzie zamieszkać z mężem Witkiem (wcielił się w niego Jerzy Duszyński), któremu udało się tylko wynająć przechodni pokój w zatłoczonym mieszkaniu, mieszczącym się w suterenie częściowo zburzonej kamienicy, gdzie oboje zamieszkali. Drugą parę bohaterów, dla kontrastu komiczną, stanowili Alfred Ziółko (Adolf Dymsza) oraz Basia (Alina Janowska).
Współpracowała z Jerzym Duszyńskim także w przedstawieniu Spotkanie Anouilha, reżyserowanym przez Kazimierza Rudzkiego w 1946, gdzie grała Żanetę. Jednak to ich występ w bardzo dobrze przyjętym przez publiczność Skarbie, spowodował, że oboje stali się w tym czasie najpopularniejszymi amantami polskiego kina.

### Lata 1949–1966
Po likwidacji łódzkiego Teatru Kameralnego w 1949, Szaflarska przeniosła się wraz z zespołem reżysera Erwina Axera do Warszawy. Podjęła pracę najpierw w Teatrze Współczesnym, gdzie występowała do 1954, a następnie w Teatrze Narodowym, gdzie grała w latach 1954–1966. W 1959 artystka zamieszkała przy ulicy Madalińskiego w Warszawie. Później wyszła za mąż po raz drugi, za Janusza Kilańskiego.
Pośród ról teatralnych wyróżniły się: dramatyczne, jak Ruth Sonnenbruch w dramacie Niemcy Leona Kruczkowskiego w reżyserii Erwina Axera (1949), czy tytułowa rola w tragedii Barbara Radziwiłłówna Alojzego Felińskiego w reżyserii Kazimierza Dejmka (1962) oraz komediowe: rola tytułowej postaci w Czarującej szewcowej Lorcy w reżyserii Maryny Broniewskiej (1958), Heleny Iwanownej Popowej w Niedźwiedziu Antoniego Czechowa w reżyserii Władysława Krasnowieckiego (1959) i służącej Marii w Wieczorze Trzech Króli Williama Szekspira, reżyserowanego przez Józefa Wyszomirskiego (1960).
Wśród jej największych osiągnięć w teatrze wymieniana jest Władka w komedii Aszantka Włodzimierza Perzyńskiego w reżyserii Stanisławy Perzanowskiej z 1957 – prymitywna dziewczyna ze społecznych nizin (nazwa sztuki nawiązuje do afrykańskiego ludu Aszanti), nawiązuje romans z młodym ziemianinem Edmundem Łońskim (w tej roli Andrzej Łapicki), co jest przyczyną jego zguby. Jej wirtuozeria objawiła się w kolejnej roli komediowej – Katarzyny w Poskromieniu złośnicy Szekspira w reżyserii Tadeusza Aleksandrowicza, wystawianym w Bałtyckim Teatrze Dramatycznym w Koszalinie w 1961 roku (Szaflarska występowała tam gościnnie).
W tym okresie wystąpiła też w kilku filmach, z których na większą uwagę zasługują: Warszawska premiera (1950) w reżyserii Jana Rybkowskiego, Domek z kart (1953) w reżyserii Erwina Axera, który powstał na podstawie niedokończonej sztuki Emila Zegadłowicza oraz film obyczajowy Głos z tamtego świata (1962), którego reżyserii podjął się Stanisław Różewicz. Warszawska premiera to pierwszy po wojnie widowiskowy film muzyczny, a jego akcja koncentruje się wokół zagadnienia historycznego – walki o wystawienie polskiej opery narodowej Halki Stanisława Moniuszki, jaka miała miejsce w 1857. Szaflarska odtwarzała hrabinę Krystynę. W dramacie politycznym Domek z kart, podejmującym temat przegranej przez Polaków kampanii w 1939, zagrała naiwną pannę Kitty, natomiast w Głosie z tamtego świata telefonistkę Stanisławę Edelman, nieszczęsną pacjentkę lekarza–oszusta Aksamitowskiego (w tej roli Kazimierz Rudzki).

### Lata 1966–1985
W latach 1966–1985 występowała w Teatrze Dramatycznym w Warszawie, gdzie jednak rzadko otrzymywała role, w których mogłaby wykazać się swoim warsztatem aktorskim. Jej poczucie humoru, wdzięk i wszechstronność (wszakże występowała zarówno w repertuarze klasycznym, jak i współczesnym), publiczność podziwiać mogła przede wszystkim w rolach komediowych. Wystąpiła m.in.: w Nocy cudów (1968) w reżyserii Piotra Piaskowskiego, opartej na farsie Babcia i wnuczek, czyli noc cudów Konstantego Ildefonsa Gałczyńskiego, gdzie grała główną bohaterkę – babcię Lorelei, w Czarnej komedii (1969) Petera Shaffera w reżyserii Piaskowskiego, gdzie występowała jako Clea, w Zemście Aleksandra Fredry, gdzie wcielała się w Podstolinę w dwóch inscenizacjach Gustawa Holoubka (1970 oraz 1975), a także w Weselu Figara (1983) Pierre’a Beaumarchais’go, reżyserowanym przez Witolda Skarucha, w którym była ochmistrzynią Marceliną.
Jakkolwiek w tym okresie jej talent nie był dostatecznie wykorzystany, wystąpiła wtedy w drugoplanowej roli pani Misiewiczowej, matki Heleny Stawskiej, w serialu telewizyjnym Lalka w reżyserii Ryszarda Bera, który powstał na podstawie powieści Bolesława Prusa pod tym samym tytułem, emitowanym w 1978. Godna zapamiętania jest też jej rola Michaliny Surkontowej, babci Tomaszka, w onirycznym filmie Dolina Issy, który nakręcił w 1982 Tadeusz Konwicki, na podstawie własnego scenariusza, opartego na powieści Czesława Miłosza o tym samym tytule. W 1984 zagrała babcię Adama Bzowskiego w 5-odcinkowym filmie telewizyjnym 5 dni z życia emeryta Edwarda Dziewońskiego, będącym adaptacją książki 13 dni z życia emeryta Jerzego Stefana Stawińskiego.

### Lata 1985–2017
Aktorka pojawiła się na scenie ponownie w 1988, po trzech latach przerwy, występując gościnnie w sztukach współczesnych: najpierw jako Delia w Farsie na trzy sypialnie Alana Ayckbourna w reżyserii Marcina Sławińskiego, wystawianej w warszawskim Teatrze Kwadrat, a następnie jako Starsza Kobieta w sztuce Godzina kota Pera Olova Enquista w reżyserii Piotra Cieślaka w stołecznym Teatrze Powszechnym. Jej kreacja Starszej Kobiety miała cechy charakterystyczne dla postaci w jej ostatnim etapie aktywności zawodowej w teatrze i filmie, budzących przychylność widzów i z którymi jest kojarzona, takimi jak spokój, mądrość, doświadczenie życiowe.
Grała w tym okresie w wielu filmach, zdobywając dzięki temu uznanie kolejnego pokolenia widzów, niepamiętającego jej wcześniejszych sukcesów. W 1990 dostała niewielką rolę matki Bauera w Korczaku Andrzeja Wajdy, filmie biograficznym, przedstawiającym epizody z życia „Starego Doktora”. Trzy lata później pojawiła się w kolejnym filmie, którego akcja toczyła się w czasie II wojny światowej, a mianowicie w Pożegnaniu z Marią Filipa Zylbera, będącym luźną adaptacją opowiadania Tadeusza Borowskiego. Grała doktorową, starą Żydówkę, która zdecydowała się na powrót do getta. Wygłosiła wprost do kamery monolog o życiu, śmierci oraz godności, której nie można zabrać istocie ludzkiej. Rola, mimo że drugoplanowa, zyskała uznanie krytyków. W 1994 odtworzyła postać siostry Feliksy (współczesnej) w Faustynie Jerzego Łukaszewicza z Dorotą Segdą w tytułowej roli. Filmowa Feliksa była narratorką, rówieśnicą świętej, która opowiadała losy Faustyny, wyznając swoje przewinienia i zazdrość o jej świętość.
Owocna była zwłaszcza współpraca z reżyserką Dorotą Kędzierzawską, która potrafiła obsadzić Szaflarską w swoich filmach w sposób odpowiedni dla jej temperamentu i aparycji. Zagrała u niej wiedźmę w tajemniczym filmie psychologicznym Diabły, diabły (1991) oraz Jędzę w dramacie Nic (1998), ale największym sukcesem w tym czasie była główna rola w, docenionym zarówno przez krytykę, jak i widzów, filmie Pora umierać (2007). Wcieliła się w sędziwą Anielę, która mieszka samotnie ze swoją suczką, walcząc o prawo do swej własności, a także przede wszystkim do godności, której tak często odmawia się osobom starszym. Przekonujące wykonanie tej roli, mimo dramatycznej wymowy pełne ciepła i humoru, przyniosło jej nie tylko nagrody, ale także wzrost zainteresowania mediów jej osobą. Kędzierzawska w 2012 nakręciła dokument Inny świat, w którym wówczas 97-letnia Danuta Szaflarska przez 97 minut opowiadała o swoim życiu.
Grała też w filmach innych polskich reżyserów, spośród których wymienić warto zwłaszcza Tydzień z życia mężczyzny Jerzego Stuhra (1999), gdzie wcieliła się w matkę tytułowego mężczyzny (Adama), granego przez Stuhra oraz Przedwiośnie (2000) Filipa Bajona, nakręcone na podstawie powieści Stefana Żeromskiego o tym samym tytule, gdzie pojawiła się jako ciotka Wiktoria. Zagrała także matkę Mężczyzny w filmie telewizyjnym Żółty szalik (2000) Janusza Morgensterna, babcię Janosika w filmie Janosik. Prawdziwa historia Agnieszki Holland (2009), jak również zielarkę w Pokłosiu (2012) Władysława Pasikowskiego.

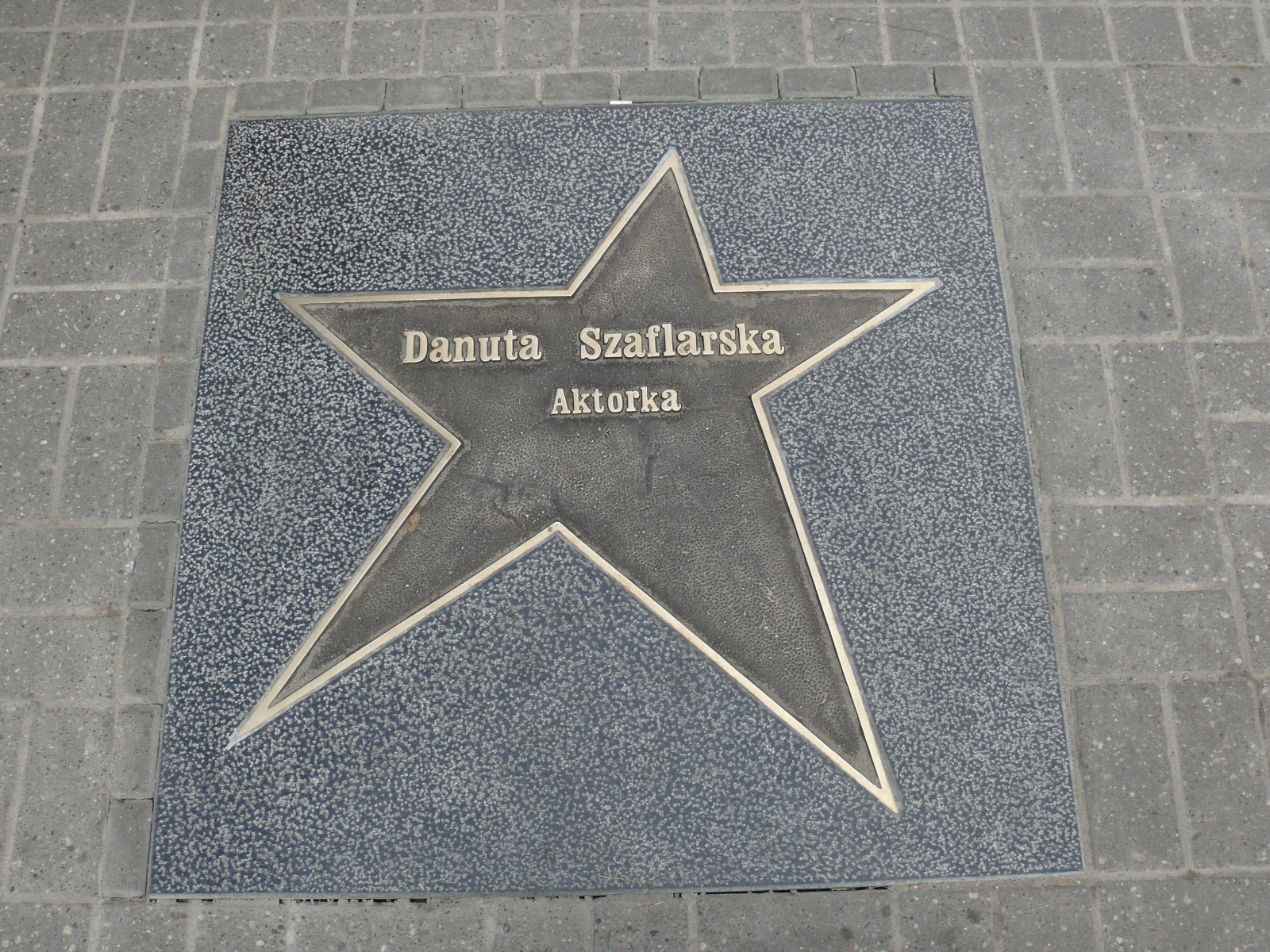
Gwiazda aktorki w łódzkiej Alei Gwiazd

W 2007 została nagrodzona wyróżnieniem dla najlepszej aktorki podczas 32. Festiwalu Polskich Filmów Fabularnych w Gdyni, za rolę w filmie Pora umierać. Wcześniej dwukrotnie, w latach 1991 (za Diabły, diabły) oraz w 1993 (za Pożegnanie z Marią) zdobyła na tym festiwalu wyróżnienie dla najlepszej aktorki drugoplanowej. Nagrodzona została Złotą Kaczką w 2008 dla najlepszej aktorki stulecia kina polskiego. 9 marca 2008 odsłoniła swoją gwiazdę w Alei Gwiazd, na ulicy Piotrkowskiej w Łodzi.
Jako nestorka sceny polskiej występowała w różnych teatrach Warszawy. Wystąpiła gościnnie w Teatrze Narodowym w 2007: jako Babka w Daily Soup Amanity Muskarii w reżyserii Małgorzaty Bogajewskiej oraz jako Nini w Żarze Christophera Hamptona w reżyserii Edwarda Wojtaszka. Rok później pojawiła się gościnnie w Teatrze Ateneum jako babcia w Odejściach autorstwa pierwszego prezydenta Czech Václava Havla w reżyserii Izabelli Cywińskiej. Od 2010 do 2016, w ostatnich latach kariery, związała się z Teatrem Rozmaitości. Po raz ostatni wystąpiła na scenie w listopadzie 2016 w roli Osowiałej Staruszki na Wózku Inwalidzkim w przedstawieniu Między nami dobrze jest Doroty Masłowskiej w reżyserii Grzegorza Jarzyny, granym od 2009. Planowała jeszcze gościnny udział w niezrealizowanym spektaklu Sklep przy głównej ulicy w Teatrze Żydowskim, gdzie miała pojawić się jako Rozálie Lautmanová, ale ze względu na zły stan zdrowia musiała zakończyć tak bogatą i długą karierę aktorską.

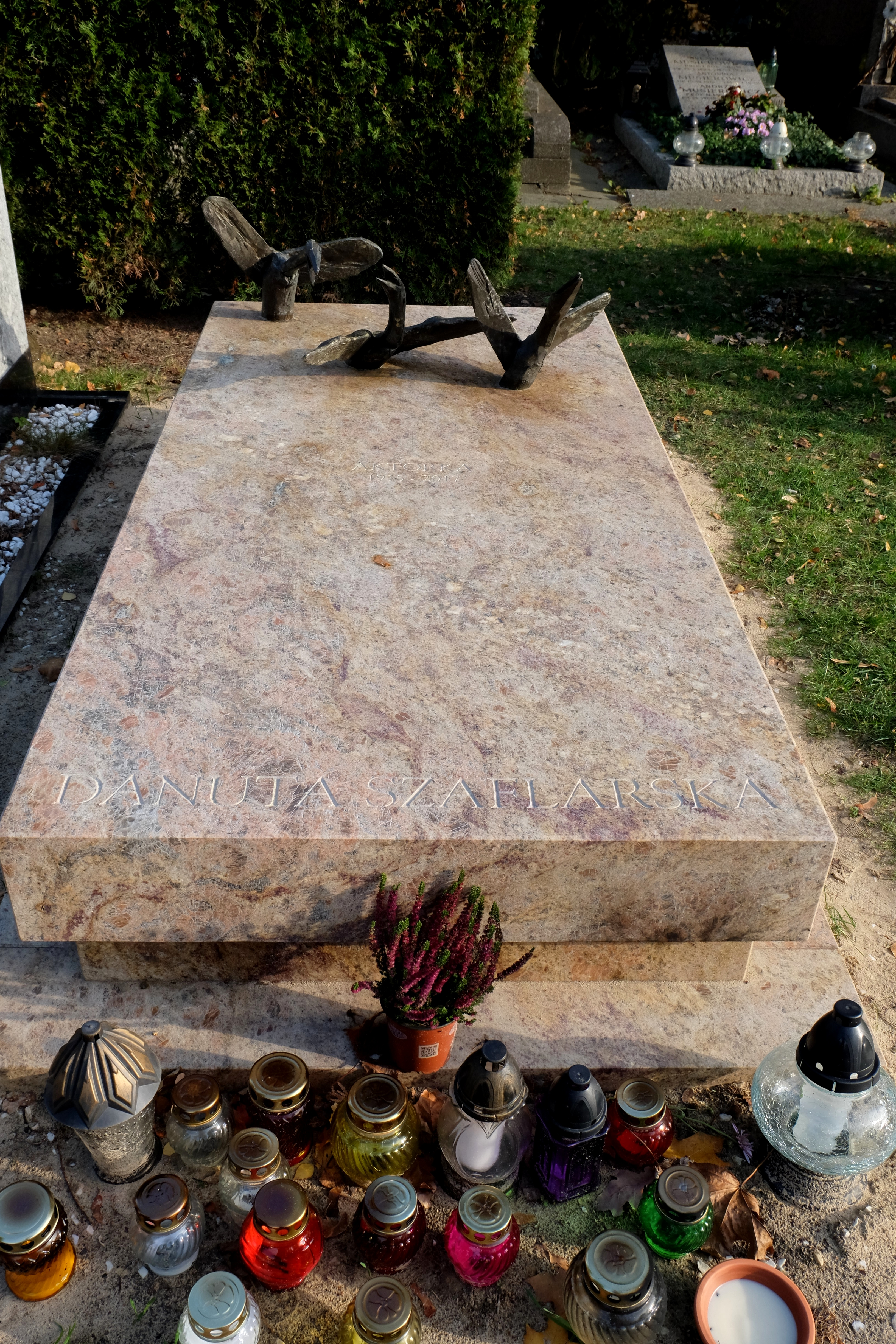
Grób Szaflarskiej na Cmentarzu Wojskowym na Powązkach (2019)

Zmarła 19 lutego 2017 w Warszawie, w wieku 102 lat. 28 lutego 2017, po mszy pogrzebowej, która odbyła się w kościele Niepokalanego Poczęcia NMP, św. Józefa i św. Ambrożego w Warszawie na Bielanach, urna z jej prochami spoczęła w Alei Zasłużonych cmentarza Wojskowego na Powązkach (kwatera G-tuje, miejsce 30).

## Życie prywatne
Była dwukrotnie zamężna i dwukrotnie rozwiedziona, miała dwie córki: Marię (ur. 1943) z pianistą Janem Ekierem i Agnieszkę (ur. 1954) ze spikerem radiowym Januszem Kilańskim. Z pierwszym mężem (Janem, poślubionym w 1941), rozstała się po powstaniu warszawskim, gdyż oczekiwał od niej tego, że będzie zajmowała się sprawami domowymi, a nie aktorstwem. Drugie małżeństwo także nie przetrwało, zakończyło się rozwodem w 1960 roku – jak twierdziła Szaflarska: 

Kolejny mąż miał problem z tym, że mam własne zdanie i nikogo o pozwolenie nie pytam.

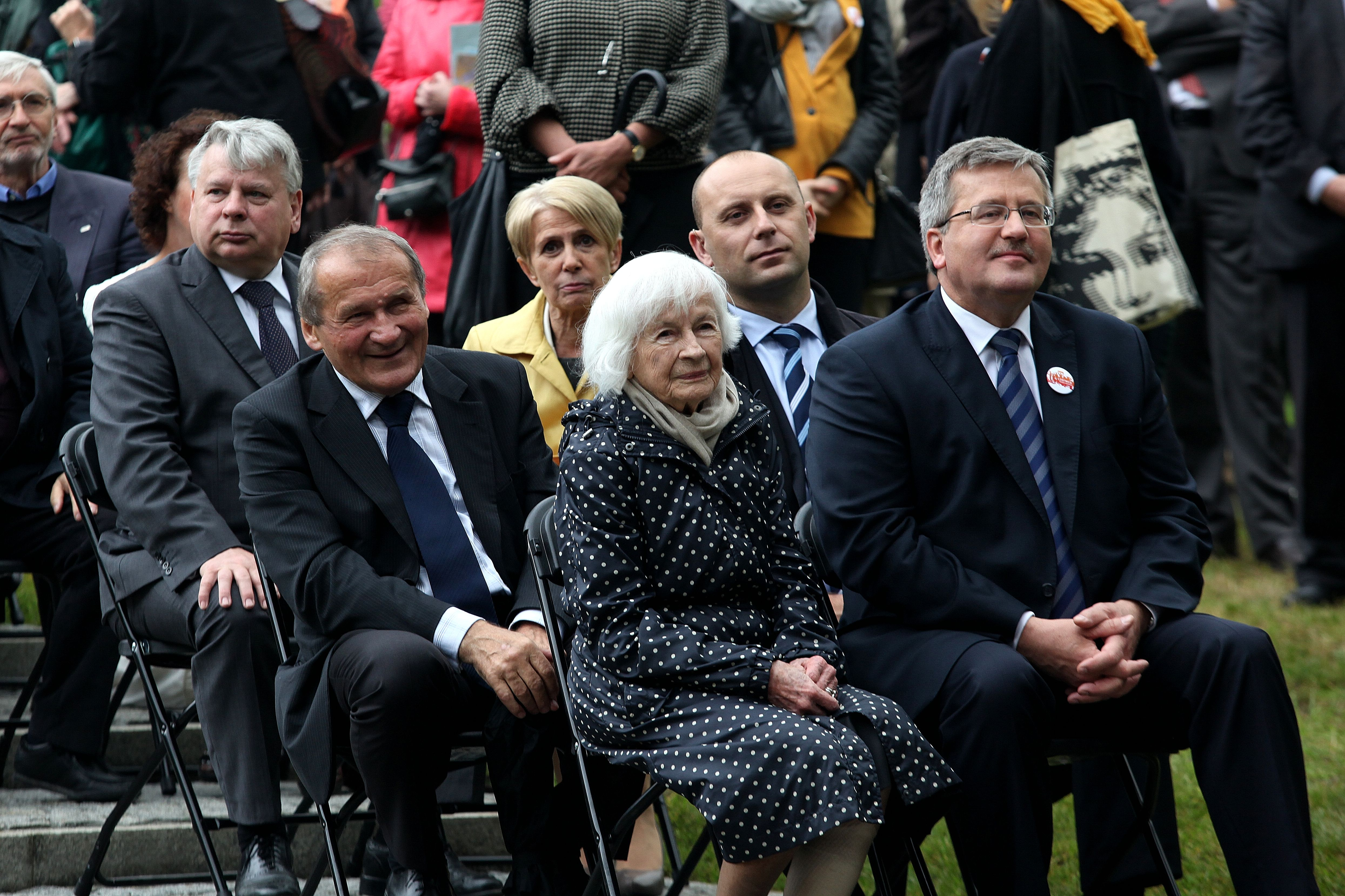
Szaflarska i prezydent RP Bronisław Komorowski na odsłonięciu pomnika Haliny Mikołajskiej w Warszawie (2012)

Została wydelegowana w 1981 przez Prymasowski Komitet Pomocy Osobom Pozbawionym Wolności i ich Rodzinom do obserwowania procesów aresztowanych robotników Ursusa i Huty Warszawa. Poznała wtedy księdza Jerzego Popiełuszkę, z którym się zaprzyjaźniła – udzielił ślubu jej córce i ochrzcił wnuka.
Aktorka została członkiem honorowego komitetu poparcia Bronisława Komorowskiego przed przyspieszonymi wyborami prezydenckimi w 2010 oraz przed wyborami prezydenckimi w 2015.
Chociaż od 1949 mieszkała w Warszawie (przez ponad pięćdziesiąt lat na Starym Mieście), chętnie odwiedzała rodzinne Kosarzyska. Miała tam drewniany dom, do którego często przyjeżdżała.

### Znaczenie dla kultury polskiej
Danuta Szaflarska zagrała ponad 80 ról teatralnych oraz ponad 100 ról filmowych. Wybierała różne role, tak współczesne, jak i historyczne. Grała kobiety pełne życia i energii, powabne i wyraziste. Była najdłużej pracującą i żyjącą polską aktorką. Reżyser teatralny Erwin Axer mówił: 

Danusia zawsze była otwarta na życie. Ale dziś widać, że kiedy zajmuje się teatrem, to jest w tym cała prawda. Każda jej rola błyszczy jak kryształ. Praca z nią należy do największych przyjemności reżysera. Ona jest tym kamertonem, który pozwala oceniać czystość gry całej orkiestry.

Po śmierci aktorki podkreślano jej znaczenie dla kultury polskiej. Aktor Olgierd Łukaszewicz, prezes Związku Artystów Scen Polskich, powiedział: 

Danuta Szaflarska pozostała na nieboskłonie gwiazd polskiego teatru, filmu i telewizji do końca życia. To fenomen. Świadczy to o niezwykłej wirtuozerii warsztatu, który opanowała w sposób zdumiewający, ale także człowieczeństwie, które zachowała, i – w opozycji do wielu artystek, które dodają sobie pewnej aury, zapożyczając ją z ról, które grają – zachowała swoją naturalność, prostotę. Zachowała siebie.

Krytyk teatralny Wojciech Majcherek zwrócił uwagę na to, że aktorka zyskała popularność już po filmie Zakazane piosenki, a decydowały o tym: 

Jej osobowość, temperament, naturalność i uroda, z jej nieprzeciętnymi umiejętnościami aktorskimi.

Natomiast Andrzej Kołodyński, redaktor naczelny miesięcznika „Kino”, zauważył, że choć jej dokonania w filmie to historia całego powojennego kina polskiego, to aktorka ponownie rozkwitła w wieku około siedemdziesięciu lat. Swoje najbardziej dojrzałe role, doktorową w Pożegnaniu z Marią oraz Anielę w Pora umierać zagrała, będąc w sędziwym wieku.
W 2018 roku wydana została pierwsza biografia Danuty Szaflarskiej nosząca tytuł Danuta Szaflarska. Jej czas. Została napisana przez Gabriela Michalika. Kolejna biografia, pod tytułem Szaflarska. Grać, aby żyć, ukazała się w 2019 roku, a jej autorką jest Katarzyna Kubisiowska.

## Filmografia
| Filmy fabularne i etiudy |                                           |                                         |                                         |
| Rok                      | Tytuł                                     | Reżyser                                 | Rola                                    |
| 1946                     | Zakazane piosenki                         | Leonard Buczkowski                      | Halina Tokarska                         |
| 1946                     | Dwie godziny                              | Stanisław Wohl, Józef Wyszomirski       | Weronika                                |
| 1948                     | Skarb                                     | Leonard Buczkowski                      | Krysia                                  |
| 1950                     | Warszawska premiera                       | Jan Rybkowski                           | hrabina Krystyna                        |
| 1953                     | Domek z kart                              | Erwin Axer                              | Kitty                                   |
| 1956                     | Zemsta                                    | Antoni Bohdziewicz, Bohdan Korzeniewski | Podstolina Hanna Czepiersińska          |
| 1961                     | Ludzie z pociągu                          | Kazimierz Kutz                          | „ciocia” Marylki                        |
| 1961                     | Dziś w nocy umrze miasto                  | Jan Rybkowski                           | włoska cyrkówka                         |
| 1962                     | Głos z tamtego świata                     | Stanisław Różewicz                      | telefonistka Stanisława Edelman         |
| 1962                     | Dom bez okien                             | Stanisław Jędryka                       | dyrektorowa Zofia                       |
| 1967                     | To jest twój nowy syn                     | Jerzy Zarzycki                          | pani Wiktoria                           |
| 1973                     | Sadze                                     | Filip Bajon                             | matka                                   |
| 1978                     | Wsteczny bieg                             | Laco Adamik                             | matka Stefana                           |
| 1978                     | Umarli rzucają cień                       | Julian Dziedzina                        | „Mamusia”                               |
| 1980                     | Der Grüne Vogel                           | István Szabó                            | profesorowa Szakowska                   |
| 1982                     | Dolina Issy                               | Tadeusz Konwicki                        | Michalina Surkontowa                    |
| 1985                     | Ego                                       | Adam Ustynowicz                         |                                         |
| 1986                     | Pokój dziecinny                           | Aleksander Czekanowski                  | matka Adama                             |
| 1987                     | Aleksander                                | Jose Luis Perez Morales                 |                                         |
| 1989                     | Kawalerki. Babisia                        | Krzysztof Żurowski                      | babcia Jadzia                           |
| 1990                     | Korczak                                   | Andrzej Wajda                           | matka Bauera                            |
| 1991                     | Skarga                                    | Jerzy Wójcik                            | babcia Stefana                          |
| 1991                     | Diabły, diabły                            | Dorota Kędzierzawska                    | wiedźma                                 |
| 1993                     | Pożegnanie z Marią                        | Filip Zylber                            | doktorowa                               |
| 1993                     | Pajęczarki                                | Barbara Sass                            | Ostrowska                               |
| 1994                     | Faustyna                                  | Jerzy Łukaszewicz                       | siostra Feliksa we współczesności       |
| 1996                     | Spóźniona podróż                          | Wojciech Żogała                         | żona                                    |
| 1997                     | Księga wielkich życzeń                    | Sławomir Kryński                        | pensjonariuszka Anna                    |
| 1998                     | Nic                                       | Dorota Kędzierzawska                    | Jędza                                   |
| 1999                     | Tydzień z życia mężczyzny                 | Jerzy Stuhr                             | matka Adama                             |
| 1999                     | Torowisko                                 | Urszula Urbaniak                        | babcia Andrzeja                         |
| 1999                     | Alchemik i dziewica                       | Zoltán Kamondi                          | babcia                                  |
| 1999                     | Egzekutor                                 | Filip Zylber                            | starsza pani                            |
| 2000                     | Żółty szalik                              | Janusz Morgenstern                      | matka bohatera                          |
| 2000                     | Nieznana opowieść wigilijna               | Piotr Mularuk                           | siostra Hortensja                       |
| 2001                     | Listy miłosne                             | Sławomir Kryński                        | ciocia Lusia                            |
| 2001                     | Przedwiośnie                              | Filip Bajon                             | ciotka Aniela                           |
| 2003                     | Królowa chmur                             | Radosław Piwowarski                     | Wanda „Mimi” Przybyłowicz               |
| 2007                     | Pora umierać                              | Dorota Kędzierzawska                    | Aniela                                  |
| 2008                     | Jeszcze nie wieczór                       | Jacek Bławut                            | Barbara                                 |
| 2008                     | Ile waży koń trojański?                   | Juliusz Machulski                       | Stanisława Zwierzyńska, babcia Zosi     |
| 2009                     | Janosik. Prawdziwa historia               | Agnieszka Holland, Kasia Adamik         | babcia Janosika                         |
| 2012                     | Pokłosie                                  | Władysław Pasikowski                    | stara zielarka                          |
| 2012                     | Inny świat                                | Dorota Kędzierzawska                    | ona sama                                |
| 2014                     | Między nami dobrze jest                   | Grzegorz Jarzyna                        | osowiała staruszka na wózku inwalidzkim |
| 2015                     | Anyám és más futóbolondok a családból     | Ibolya Fekete                           | Berta Gardo w podeszłym wieku           |
| Seriale telewizyjne      |                                           |                                         |                                         |
| 1971                     | Samochodzik i templariusze                | Hubert Drapella                         | żona Lucjusza (odcinki: 1-3)            |
| 1977                     | Lalka                                     | Ryszard Ber                             | pani Misiewiczowa (odcinki: 5, 7, 8)    |
| 1984                     | 5 dni z życia emeryta                     | Edward Dziewoński                       | babcia Bzowska                          |
| 1998                     | Siedlisko                                 | Janusz Majewski                         | ciotka Emilia                           |
| 1999                     | Palce lizać                               | Michał Kwieciński                       | Mamuśka (odcinek 6)                     |
| 2002                     | Przedwiośnie                              | Filip Bajon                             | ciotka Aniela (odcinki: 4, 5, 6)        |
| 2004                     | Czwarta władza                            | Witold Adamek                           | siostra Ludwika                         |
| 2006                     | Ranczo                                    | Wojciech Adamczyk                       | babcia Lucy (odcinek 1)                 |
| 2009                     | Janosik. Prawdziwa historia               | Agnieszka Holland, Kasia Adamik         | babcia Janosika                         |
| 2010                     | Mała matura 1947                          | Janusz Majewski                         | staruszka (odcinek 2)                   |
| 2011                     | Licencja na wychowanie                    | Wojciech Todorow                        | ciotka Wiesława (odcinek 85)            |
| Polski dubbing           |                                           |                                         |                                         |
| Rok                      | Tytuł                                     | Reżyser dubbingu                        | Rola                                    |
| 1947                     | Harry Smith odkrywa Amerykę               | Maria Kaniewska                         | Jessie                                  |
| 1949                     | Spotkanie nad Łabą                        | Maria Kaniewska                         | Janet Sherwood                          |
| 1951                     | Rada bogów                                | Maria Kaniewska                         |                                         |
| 1952                     | Śmiech w raju                             | Seweryn Nowicki                         | Joan Webb                               |
| 1953                     | Dumna królewna                            | Jerzy Twardowski                        | piastunka                               |
| 1955                     | Czarna teczka                             | Maria Olejniczak                        | Yvonne                                  |
| 1955                     | Pamiętnik majora Thompsona                | Jerzy Twardowski                        | Martine Thompson                        |
| 1959                     | Milcząca Gwiazda                          |                                         | doktor Sumiko Ogimura                   |
| 1959                     | Marynarzu strzeż się                      | Maria Olejniczak                        | Danka Pink                              |
| 1960                     | Mezalians                                 | Henryka Biedrzycka                      | Elza                                    |
| 1962                     | Zakochany kundel                          | Maria Olejniczak                        | Lilly                                   |
| 1962                     | Próba terroru                             | Zofia Dybowska-Aleksandrowicz           | Lisa Soong                              |
| 1962                     | Trzy plus dwa                             | Maria Olejniczak                        | Zofia                                   |
| 1963                     | Julio, jesteś czarująca                   | Zofia Dybowska-Aleksandrowicz           | Julia                                   |
| 1965                     | Byłam głupią dziewczyną                   | Henryka Biedrzycka                      | Kati Kabok                              |
| 1967                     | Skradziony balon                          | Henryka Biedrzycka                      | Dulkowa                                 |
| 1967                     | Rozwód z miłości                          | Zofia Dybowska-Aleksandrowicz           | Eva                                     |
| 1972                     | Królowa Elżbieta                          | Zofia Dybowska-Aleksandrowicz           | Katarzyna Ashley                        |
| 1978                     | Lato Muminków                             | Andrzej Maria Marczewski                | Paszczakówna                            |
| 1991                     | Hook                                      | Elżbieta Jeżewska                       | dorosła Wendy                           |
| 1995                     | Prowincjonalne życie                      | Elżbieta Jeżewska                       | Moud                                    |
| 1998                     | Kopciuch                                  | Klaudiusz Kasprzak-Styliński            |                                         |
| 2006                     | Karol. Papież, który pozostał człowiekiem | Elżbieta Jeżewska                       | Matka Teresa z Kalkuty                  |
| 2007                     | Zaczarowana                               | Waldemar Modestowicz                    | narratorka / Clara                      |
| 2011                     | Pan Popper i jego pingwiny                | Miriam Aleksandrowicz                   | pani Van Gundy                          |

## Teatr
| Rok  | Sztuka                          | Rola                        |
| 1939 | Szczęśliwe dni                  | Pernette                    |
| 1939 | Cieszmy się życiem              |                             |
| 1939 | Pastorałka                      | anioł                       |
| 1940 | Sława                           | pionierka                   |
| 1940 | Klub kawalerów                  | Marynia                     |
| 1941 | Daleka droga                    | Topsik                      |
| 1945 | Teoria Einsteina                | Helena                      |
| 1945 | Dzień jego powrotu              | Broncia Lelewska            |
| 1945 | Igraszki trafu i miłości        | Sylwia                      |
| 1945 | Roxy                            | Roxy                        |
| 1946 | Jajko Kolumba                   | Donna Elwira                |
| 1946 | Spotkanie                       | Żaneta                      |
| 1947 | Homer i Orchideja               | Orchideja                   |
| 1947 | Żołnierz i bohater              | Raina                       |
| 1947 | Amfitrion 38                    | Alkmena                     |
| 1948 | Seans                           | Elwira                      |
| 1948 | Szczygli zaułek                 | Blanka Sartoriusz           |
| 1949 | Gwiazda Stevensona              | Liza                        |
| 1949 | Niemcy                          | Ruth                        |
| 1951 | Mieszczanie                     | Helena Nikołajewna Kriwcowa |
| 1952 | Domek z kart                    | Kitty                       |
| 1954 | Niemcy                          | Ruth                        |
| 1955 | Ostry dyżur                     | Zofia                       |
| 1955 | Huzarzy                         | Cosima                      |
| 1956 | Kordian                         | Strach                      |
| 1957 | Złote czasy zacnego króla       | Nel Gwynn                   |
| 1957 | Aszantka                        | Władka                      |
| 1957 | Śmieszna historia               | Adelajda Barbier (Ada)      |
| 1957 | Fedra                           | Arycja                      |
| 1958 | Czarująca szewcowa              | szewcowa                    |
| 1958 | Prawo męża                      | Magdalena de Sallus         |
| 1959 | Szkoła żon                      | Anusia                      |
| 1959 | Niedźwiedź                      | Helena Iwanowna Popowa      |
| 1960 | Wieczór Trzech Króli            | Maria                       |
| 1961 | Poskromienie złośnicy           | Katarzyna                   |
| 1961 | Ladacznica z zasadami           | Lizzie                      |
| 1962 | Wieczór poezji W. Broniewskiego |                             |
| 1962 | Barbara Radziwiłłówna           | Barbara                     |
| 1963 | Wilki w nocy                    | Żaneta Dylska               |
| 1963 | Lekkomyślna siostra             | Ada                         |
| 1964 | Grube ryby                      | Dorota                      |

| Rok  | Sztuka                                                | Rola                                    |
| 1964 | Wiśniowy sad                                          | Szarlotta Iwanowna                      |
| 1966 | Dziś jest święto narodowe                             | Evalin Dally                            |
| 1966 | Pani Dally ma kochanka                                | Evalin Dally                            |
| 1967 | Pamiątkowa fotografia                                 | Kostanecka                              |
| 1968 | Ja – Napoleon albo o potędze wyobraźni                | Ja-Napoleon                             |
| 1968 | Noc cudów                                             | babcia Lorelei                          |
| 1969 | Czarna komedia                                        | Clea                                    |
| 1970 | Zemsta                                                | Podstolina                              |
| 1972 | Photo Finish                                          | Stella 40                               |
| 1974 | Ślub                                                  | Dama I                                  |
| 1974 | Tango                                                 | Eleonora                                |
| 1975 | Zemsta                                                | Podstolina                              |
| 1976 | Słoń                                                  | Ałła                                    |
| 1976 | U mety                                                | Cimkiewiczowa                           |
| 1978 | Remont                                                | Krystyna                                |
| 1981 | Awaria                                                | Krawczykowa                             |
| 1983 | Wesele Figara                                         | ochmistrzyni Marcelina                  |
| 1985 | Czarujący łajdak                                      | Betty Dymoulin                          |
| 1985 | Dziewczynki                                           | Irena                                   |
| 1988 | Farsa na trzy sypialnie                               | Delia                                   |
| 1988 | Godzina kota                                          | starsza kobieta                         |
| 1989 | Zamek w Szwecji                                       | Agata                                   |
| 1993 | Tak jest jak się państwu zdaje                        | pani Frola                              |
| 1994 | Miłość na Krymie                                      | Anastazja Pietrowna Batiuszkowa         |
| 1995 | Billy Kłamca                                          | Florance Boothroyd                      |
| 1997 | Tango                                                 | babcia                                  |
| 2001 | Uroczystość                                           | babcia                                  |
| 2001 | Bambini di Praga                                      | matka                                   |
| 2002 | Dowcip                                                | profesor Ashford                        |
| 2005 | Fioletowa krowa                                       |                                         |
| 2005 | Transfer                                              | ciocia fotografa                        |
| 2006 | Wasza ekscelencja                                     | generałowa                              |
| 2007 | Daily Soup                                            | babcia                                  |
| 2007 | Żar                                                   | Nini                                    |
| 2008 | Odejścia                                              | babcia                                  |
| 2009 | Między nami dobrze jest                               | osowiała staruszka na wózku inwalidzkim |
| 2014 | Druga kobieta                                         | Vivian                                  |
| 2016 | Sklep przy głównej ulicy (planowany; niezrealizowany) | Rozálie Lautmanová                      |

| Rok  | Sztuka                                         | Rola            |
| 1955 | Ostry dyżur                                    | Zofia           |
| 1956 | Lato                                           |                 |
| 1959 | Historia jednej miłości                        | Maria Wisnowska |
| 1959 | Do niedzieli niedaleko                         |                 |
| 1960 | Paryżanka                                      | Klotylda        |
| 1960 | Granica                                        |                 |
| 1961 | Don Alvares albo niesforna w miłości kompanija | pokojówka       |
| 1961 | Dobre uczynki Wojciecha Ozdoby                 |                 |
| 1961 | Cyrograf                                       |                 |
| 1962 | Poskromienie złośnicy                          | Katarzyna       |
| 1962 | Pan Topaz                                      |                 |
| 1963 | Taniec księżniczki                             |                 |
| 1963 | Pierwsza lepsza                                |                 |
| 1963 | Kaprys                                         |                 |
| 1963 | Dom otwarty                                    | Wicherkowska    |
| 1964 | Dudek                                          |                 |
| 1967 | Klub Kłamców                                   |                 |
| 1967 | Kartoteka                                      |                 |
| 1968 | Motyl na antenie                               | teściowa        |
| 1969 | Takie czasy                                    |                 |
| 1969 | Rybka we czworo                                |                 |
| 1969 | Kłamstwo                                       |                 |
| 1970 | Złota kareta                                   |                 |
| 1970 | Moralność pani Dulskiej                        | Juliasiewiczowa |
| 1971 | W biały dzień                                  |                 |
| 1971 | Tristan 1946                                   |                 |
| 1971 | Grupa Laokoona                                 |                 |
| 1971 | Madzia w Iksinowie                             |                 |
| 1972 | Lato w Nohant                                  |                 |

| Rok  | Sztuka                                 | Rola                            |
| 1973 | Damy i huzary                          |                                 |
| 1974 | Wszystko dobre co się dobrze kończy    |                                 |
| 1979 | Archipelag Lenoir                      |                                 |
| 1990 | Godzina kota                           |                                 |
| 1992 | Spadek na życzenie                     | Marta Daevson                   |
| 1993 | Niebieski ptak                         | babcia                          |
| 1994 | Hedda Gabler                           | Julia Tesman                    |
| 1994 | Morderca                               | sąsiadka                        |
| 1994 | Głośna sprawa                          | sąsiadka                        |
| 1995 | Królewskie echo                        | niania                          |
| 1995 | Filomena Marturano                     | Rosalia                         |
| 1995 | Farsa z ograniczoną odpowiedzialnością | księżna Koniecpolska            |
| 1996 | Tańczyłem                              | Delia                           |
| 1996 | Podróż do Wenecji                      | Edith                           |
| 1997 | Julian Tuwim – moje słowa              |                                 |
| 1997 | Dla Fredry                             | Oinone                          |
| 1998 | W tym domu nie straszy                 | babcia                          |
| 1998 | Shapiro                                | Miriam                          |
| 1998 | Salon                                  | Teresa                          |
| 1998 | Miłość na Krymie                       | Anastazja Pietrowna Batiuszkowa |
| 1999 | W tym domu straszy                     | babcia                          |
| 1999 | Tango                                  | Eugenia                         |
| 1999 | Lalek                                  | babcia                          |
| 1999 | Druga matka                            | staruszka                       |
| 2000 | Mizerykordia                           | Luda                            |
| 2000 | 10 pięter                              | Maria                           |
| 2002 | Courage mojej matki                    | matka                           |
| 2006 | Rozmowy z katem                        |                                 |
| 2012 | Daily soup                             | babcia                          |

| Rok  | Słuchowisko                                  | Rola                  |
| 1950 | Niemcy                                       | Ruth                  |
| 1951 | Która dostojniejsza?                         | Kasia                 |
| 1951 | Klub kawalerów                               | Jadwiga Ochotnicka    |
| 1952 | Historia współczesna                         | Pani Gromance         |
| 1952 | Droga do Czarnolasu                          | Anna Kochanowska      |
| 1953 | Domek z kart                                 | Kitti                 |
| 1953 | Wyspa Pingwinów                              | Orberoza              |
| 1955 | Neapol miasto milionerów                     | Amalia                |
| 1955 | Ostry dyżur                                  | Zofia                 |
| 1956 | Różaniec z granatów                          | Pielęgniarka          |
| 1957 | Godzina W                                    | Łączniczka Teresa     |
| 1957 | Homer i Orchidea                             | Orchidea              |
| 1957 | Nieboszczyk pan Pic                          | Dziewczyna uliczna    |
| 1958 | Zbrodnia na wyspie kóz                       | Sylwia                |
| 1958 | Deszcz                                       |                       |
| 1958 | Dziewięć kochanek kawalera Dorna             | Lizetta               |
| 1958 | Wyprowadzenie z Egiptu                       | Mary                  |
| 1958 | Grabinka                                     | Grabinka              |
| 1958 | Ciocia z Honfleur                            | Lucynka               |
| 1958 | Mój przyjaciel Marceli                       |                       |
| 1958 | Doktor Watson i Hamlet                       |                       |
| 1959 | Czerwona karteczka                           |                       |
| 1959 | Gospoda pod królową gęsią nóżką              | Kasia Koronczarka     |
| 1959 | Ballada Gorazdowska                          | Joanna Łada           |
| 1959 | Fabiana                                      | Fabiana               |
| 1960 | Zielony frak                                 | Brygida               |
| 1960 | Stara cegielnia                              | Klara                 |
| 1960 | Numer poda centrala                          | Irena                 |
| 1960 | Alberto, czyli sytuacja w księstwie Pijencji |                       |
| 1960 | Zmiana warty czyli Virtuti Militari          | Żona                  |
| 1961 | Szukam Kitieżgrodu                           | Hala                  |
| 1961 | Miłość czysta u kąpieli morskich             | Marta                 |
| 1962 | Prezent z Paryża                             | Alina                 |
| 1963 | Zjawisko Glapiona                            | Monika/ Augusta       |
| 1963 | Zaginął Duduś                                | Barmanka Wiktoria     |
| 1963 | Emancypantki                                 | Eufemia               |
| 1963 | Mazepa                                       | Amelia                |
| 1963 | Rodoć                                        |                       |
| 1963 | On nas zabije                                | Smolicka              |
| 1964 | Wszystko dla naszej mamy                     | Panna Lilka           |
| 1964 | Mizantrop                                    | Arsena                |
| 1965 | Co za wypadek                                | Wanda                 |
| 1965 | Żółta szafa                                  | Margot Dikfort        |
| 1965 | Ten nieznajomy                               | Żona burmistrza       |
| 1966 | Klara i Angelika                             | Angelika              |
| 1966 | Taniec miłości i śmierci. Goście             | Pola                  |
| 1967 | Ten trzeci                                   | Barbara               |
| 1967 | Oberża „Pod wesołą sardynką”                 | Signor Luiza Pandolfi |
| 1967 | Diabelnie słone ceny                         | Żona pana w oknie     |
| 1967 | Kolekcja                                     | Stella                |
| 1968 | L'amore sacro e l'amore profano              |                       |
| 1968 | Gdy cesarz kochać raczy                      | Księżna Lobkowiczowa  |
| 1968 | Sezonowa miłość                              | Tuśka                 |
| 1969 | Pod Blachą                                   | Majorowa              |
| 1969 | Krwawi i hyrni                               | Gaździna              |
| 1969 | Powrót do nieznanego kraju                   | Aniela                |
| 1969 | W małym dworku                               | Widmo matki           |
| 1969 | Legenda Tatr                                 | Tereska               |
| 1970 | Kwartet                                      | Amelia                |
| 1970 | Prezent                                      | Lee                   |
| 1970 | RH minus                                     | Siostra               |
| 1970 | Niedzielne przedpołudnie                     | Ellen                 |
| 1970 | Nowe radio                                   | Irena                 |
| 1971 | Nie ma ulicy Długiej                         | Ernestyna             |
| 1971 | Łaciński napis                               | Żona Czerwińskiego    |
| 1971 | Wesele                                       | Maryna                |
| 1971 | Wesele Figara                                | Marcelina             |

| Rok  | Słuchowisko                                                                | Rola                          |
| 1971 | Honor kobiety                                                              | Lena                          |
| 1971 | Brydżyści                                                                  | Anna                          |
| 1972 | Rower                                                                      | Kelnerka Irena                |
| 1972 | Kariera                                                                    | Józefina Beauharnais          |
| 1972 | Prawo do noszenia szelek                                                   | Pani                          |
| 1972 | Uszczęśliwiacz                                                             | Głos wdowy                    |
| 1972 | Krzysztofie, nie szalej!                                                   | Anca Stambuliu                |
| 1972 | Non Omnis Moriar                                                           | Pepita                        |
| 1973 | Rachunek za obraz                                                          | Dama                          |
| 1973 | Nosić swoją skórę                                                          | Matka Alicji                  |
| 1973 | Przygody Pędrka Wyrzutka                                                   | Koza                          |
| 1973 | Co by wam się darzyło                                                      | Antoni                        |
| 1974 | Zemsta                                                                     | Podstolina                    |
| 1974 | Trzecia granica                                                            | Karpielowa                    |
| 1974 | Dziady                                                                     | Sowietnikowa                  |
| 1975 | Niewiarygodna i smutna historia niewinnej Erendiry i jej niegodziwej babci | Matka Ulissesa                |
| 1975 | Zagłoba swatem                                                             | Marcjanna                     |
| 1975 | Noce i dnie                                                                | Stefania Holszańska           |
| 1975 | Drzewo do drzewa podobne                                                   | Teresa                        |
| 1976 | Ten nieznajomy                                                             | Żona burmistrza               |
| 1976 | Krawat                                                                     | Sąsiadka                      |
| 1976 | Pompa                                                                      | Margaret                      |
| 1976 | Rip van Winkle                                                             | Pani                          |
| 1976 | Zioła i kamienie                                                           | Kumoszka                      |
| 1976 | Z jakim się wdajesz, takim się stajesz                                     | Barbara                       |
| 1977 | Cnotliwa ladacznica                                                        | Pani Fingerlock               |
| 1977 | Tato, tato-sprawa się rypła                                                | Helka                         |
| 1977 | Leśnik                                                                     | Hrabina                       |
| 1977 | Co tu kłopotu                                                              | Laura                         |
| 1977 | Pertypetie Heraklesa                                                       | Nemezis                       |
| 1977 | Sława i chwała                                                             | Hrabina Róża de Caserta       |
| 1977 | O pani starościnie Walewskiej i bursie na Ustupie                          | Pawłowa                       |
| 1978 | Łuk                                                                        | Karowska                      |
| 1978 | Ostatnie stronice z dziennika kobiety                                      | Matka                         |
| 1979 | Kordian                                                                    | Strach                        |
| 1979 | Marsz królewski                                                            | Księżna Czetwertyńska         |
| 1979 | Drogi wokół Pizy                                                           | Donna Carlotta di Gampoccorfa |
| 1979 | Anus orbi                                                                  | Matka                         |
| 1980 | Prawda w zawiłym ukryta labiryncie                                         | Majorowa Dogrumow             |
| 1981 | Oferta                                                                     | Kobieta 2                     |
| 1981 | Lelewel                                                                    | Pani Falkowska                |
| 1981 | Wuj Arkadiusz i pani Lucyna                                                |                               |
| 1987 | O trzech miłościach                                                        |                               |
| 1997 | Samotność na sprzedaż                                                      | Marta                         |
| 1998 | Grube ryby                                                                 | Dorota                        |
| 1998 | Okieneczko na ubojnię                                                      | Wdowa Kranich                 |
| 1999 | Inkasent                                                                   | Babka                         |
| 2000 | Bajka na biegunach                                                         | Ciotka Bajka                  |
| 2003 | Kolacja we dwoje                                                           | Flora                         |
| 2004 | Moje zakazane podwórze                                                     | Sąsiadka 2                    |
| 2004 | Ostatni cieć                                                               | Starsza pani Kane             |
| 2004 | Drugie skrzydło                                                            | Siostra Klara                 |
| 2005 | Piórko                                                                     | Stefa                         |
| 2005 | Medium                                                                     | Pani Sabinka                  |
| 2005 | Błękitna różyczka                                                          | Pani Sabinka                  |
| 2006 | Przypadki miłosne według hrabiego Fredry, czyli opowieści naszej prababuni | Prababcia                     |
| 2007 | Stare wiedźmy                                                              | Muszka                        |
| 2007 | Piaskownica                                                                | Ona I                         |
| 2008 | De profundis                                                               | Babcia                        |
| 2009 | Nawigacja nocą                                                             | Lida                          |
| 2010 | Pani na włościach                                                          | Mędelska                      |
| 2011 | Musisz mnie wysłuchać                                                      | Ona                           |
| 2011 | Mój syn Maksymilian                                                        | Maria Kolbowa                 |
| 2016 | Tam, gdzie rosną poziomki                                                  | Matka Izaaka                  |

## Nagrody i odznaczenia
| Nagrody     | |
| Rok         | Nagroda |
| 1953        | Nagroda Państwowa III stopnia (zespołowa) za rolę Kiti w przedstawieniu Domek z kart w Teatrze Współczesnym w Warszawie                                                                         |
| 1954        | Nagroda miasta Krakowa |
| 1961        | I Kaliskie Spotkania Teatralne – nagroda za rolę Katarzyny w Poskromieniu złośnicy w Bałtyckim Teatrze Dramatycznym im. Juliusza Słowackiego w Koszalinie                                       |
| 1966        | Nagroda Przewodniczącego Komitetu ds. Radia i Telewizji |
| 1967        | Nagroda Ministra Kultury i Sztuki II stopnia za role teatralne i telewizyjne |
| 1991        | 16. Festiwal Polskich Filmów Fabularnych w Gdyni – nagroda jury za drugoplanową rolę żeńską w filmie Diabły, diabły                                                                             |
| 1993        | 17. Festiwal Polskich Filmów Fabularnych w Gdyni – nagroda za drugoplanową rolę w filmie Pożegnanie z Marią                                                                                     |
| 1995        | Nagroda „Złoty Wawrzyn Grzymały” – nagroda Bydgoskiego Towarzystwa Teatralnego |
| 1995        | I Ogólnopolski Konkurs na Wystawienie Polskiej Sztuki Współczesnej w Warszawie – wyróżnienie za rolę Batiuszkowej w przedstawieniu Miłość na Krymie w Teatrze Współczesnym w Warszawie          |
| 2000        | Złota Odznaka (Złota Piątka) w plebiscycie czytelników TeleRzeczpospolitej |
| 2002        | Nagroda Ministra Kultury w dziedzinie teatru |
| 2004        | Nagroda Specjalna za Całokształt Twórczości Aktorskiej na 12. Międzynarodowym Festiwalu Sztuki Operatorskiej Camerimage w Łodzi                                                                 |
| 2007        | Nagroda Feliks Warszawski za najlepszą kobiecą rolę drugoplanową w spektaklu Daily Soup w Teatrze Narodowym w Warszawie                                                                         |
| 2007        | Wielka Nagroda za całokształt twórczości na VII Festiwal Polskiego Radia i Telewizji Polskiej „Dwa Teatry” w Sopocie                                                                            |
| 2007        | Specjalna nagroda Teatru za całokształt twórczości artystycznej |
| 2007        | 32. Festiwal Polskich Filmów Fabularnych w Gdyni – nagroda za rolę kobiecą w filmie Pora umierać                                                                                                |
| 2008        | Polska Nagroda Filmowa Orzeł 2008 w kategorii „najlepsza rola kobieca” – za rolę w filmie Pora umierać                                                                                          |
| 2008        | Nagroda im. Cypriana Kamila Norwida – za rolę Babki w przedstawieniu Daily Soup w Teatrze Narodowym w Warszawie                                                                                 |
| 2008        | Złota Kaczka w kategorii „najlepsza rola kobieca w sezonie 2007/2008” za rolę w filmie Pora umierać                                                                                             |
| 2008        | XV Ogólnopolski Festiwal Sztuki Filmowej „Prowincjonalia” we Wrześni – Nagroda w kategorii „najlepsza aktorka” za rolę w filmie Pora umierać                                                    |
| 2009        | Polska Nagroda Filmowa Orzeł za rok 2008 w kategorii „najlepsza drugoplanowa rola kobieca” za rolę w filmie Ile waży koń trojański?                                                             |
| 2009        | II Festiwal Filmów Polskich „Wisła” w Moskwie – nagroda za całokształt twórczości |
| 2009        | Nagroda Kryształ Zwierciadła |
| 2009        | Nagroda im. Cypriana Kamila Norwida „Dzieło Życia” |
| 2009        | IX Ogólnopolski Festiwal Dramaturgii Współczesnej „Rzeczywistość przedstawiona” w Zabrzu – nagroda za rolę staruszki w przedstawieniu Między nami dobrze jest w Teatrze Rozmaitości w Warszawie |
| 2010        | Nagroda im. Ireny Solskiej |
| 2010        | 50. Kaliskie Spotkania Teatralne – Nagroda im. Jacka Woszczerowicza za rolę staruszki w przedstawieniu Między nami dobrze jest w Teatrze Rozmaitości w Warszawie                                |
| 2011        | XLVI Przegląd Teatrów Małych Form „Kontrapunkt” w Szczecinie – nagroda jury za rolę staruszki w spektaklu Między nami dobrze jest w Teatrze Rozmaitości w Warszawie                             |
| 2011        | Tytuł Ambasadora Polszczyzny w Mowie |
| 2011        | Tarnowska Nagroda Filmowa – nagroda za całokształt twórczości |
| 2012        | Specjalna Złota Kaczka |
| 2013        | Nagroda Gustaw – nagroda Związku Artystów Scen Polskich, przyznawana za szczególne zasługi dla środowiska teatralnego                                                                           |
| 2013        | Orzeł za osiągnięcia życia |
| 2013        | Laureatka „Superwiktora” podczas gali wręczenia „Wiktorów” – nagród Akademii Telewizyjnej |
| 2013        | Złote Berło Fundacji Kultury Polskiej |
| 2014        | Wielki Ukłon Festiwalu Quest Europe w Zielonej Górze |
| 2014        | 43. Lubuskie Lato Filmowe w Łagowie – Brylantowe Grono za całokształt twórczości |
| 2014        | Diament Trójki |
| 2014        | Międzynarodowy Festiwal Filmowy Tofifest w Toruniu – Złoty Anioł za całokształt twórczości |
| Odznaczenia | |
| Rok         | Odznaczenie |
| 1954        | Krzyż Kawalerski Orderu Odrodzenia Polski |
| 1955        | Medal 10-lecia Polski Ludowej |
| 1962        | Krzyż Oficerski Orderu Odrodzenia Polski |
| 1967        | Odznaka 1000-lecia Państwa Polskiego |
| 1967        | Odznaka „Zasłużony Działacz Kultury” |
| 1978        | Krzyż Komandorski Orderu Odrodzenia Polski |
| 2005        | Krzyż Komandorski z Gwiazdą Orderu Odrodzenia Polski |
| 2007        | Złoty Medal „Zasłużony Kulturze Gloria Artis” |
| 2015        | Krzyż Wielki Orderu Odrodzenia Polski |

## Upamiętnienie

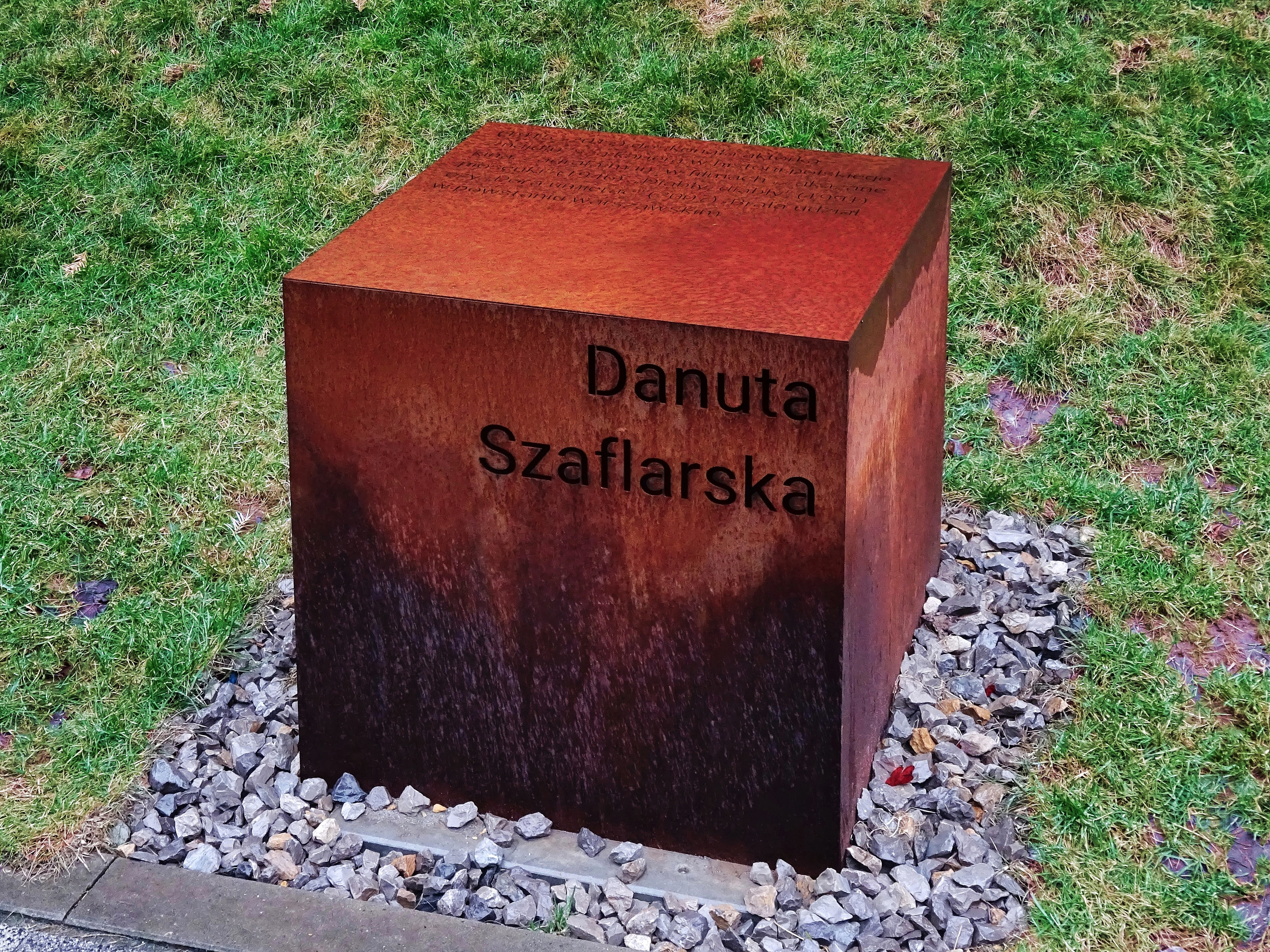
Pomnik-sześcian upamiętniający Danutę Szaflarską na osiedlu Wizjonerów w Krakowie

6 lutego 2024 r. (w 109. rocznicę urodzin) Poczta Polska wydała kartkę pocztową ze znakiem opłaty, na którym przedstawiono zdjęcie aktorki, na ilustracji kartki pokazano kadr z filmu Skarb.